# Růžovský vrch
Růžovský vrch är en kulle i Tjeckien.   Den ligger i regionen Ústí nad Labem, i den norra delen av landet, 80 km norr om huvudstaden Prag. Toppen på Růžovský vrch är 619 meter över havet. Růžovský vrch ingår i Děčínská vrchovina.
Terrängen runt Růžovský vrch är huvudsakligen lite kuperad.Runt Růžovský vrch är det ganska tätbefolkat, med 58 invånare per kvadratkilometer. Närmaste större samhälle är Děčín, 9,9 km sydväst om Růžovský vrch. Omgivningarna runt Růžovský vrch är en mosaik av jordbruksmark och naturlig växtlighet.